# Private Sector Involvement
Il Coinvolgimento del settore privato (in inglese Private Sector Involvement - PSI) si riferisce al coinvolgimento del settore privato in progetti del governo. Riguarda principalmente argomenti legati alla finanza, nello specifico la partecipazione del settore privato in casi di svalutazione del debito sovrano.

## Termine
Anche se il termine può essere applicato ad ogni tipo di coinvolgimento del settore privato all'interno di un preesistente programma governativo come, ad esempio, la pianificazione familiare, ha principalmente assunto il significato di partecipazione del settore privato nelle perdite causate dalla svalutazione del debito sovrano. Il caso più noto è, attualmente, il PSI nella ristrutturazione del debito sovrano della Grecia, dopo un significativo taglio netto (Haircut) del valore nominale dei titoli di stato, all'inizio del 2012.
PSI deve essere distinto dalla partecipazione pubblico-privato (PPP) un termine che descrive un servizio governativo o una impresa del settore privato che è finanziata e diretta attraverso una partnership tra una agenzia governativa ed una o più compagnie del settore privato. Come indica il termine stesso, una partecipazione pubblico-privato si riferisce a un progetto che comincia già come una partnership tra governo e settore privato, mentre PSI significa la conseguente partecipazione, spesso non desiderata, del settore privato ad un progetto governativo esistente o in atto.

## Crisi greca del debito sovrano
Il più grande tentativo di ristrutturazione del debito sovrano, che riguarda qualcosa come 260 miliardi di euro in titoli di stato, è stata effettuata nel febbraio 2012, quando l'Eurogruppo ha definito un nuovo piano di salvataggio per la Grecia. I membri dell'Unione Europea hanno stabilito un secondo piano di salvataggio di 100 miliardi di euro e un retroattivo abbassamento dei tassi d'interesse, mentre il Fondo Monetario Internazionale (FMI) avrebbe provveduto ad un "contributo significativo" a questo prestito. Parte di questo piano è stato un accordo PSI, dove investitori privati furono coinvolti per sottoscrivere il finanziamento del 53,5% del valore nominale dei bond governativi Greci che detenevano, ossia l'equivalente di una perdita totale circa del 75%.
Come se non fosse abbastanza i detentori di bond del settore privato hanno acconsentito a partecipare allo scambio di obbligazioni previsto dal PSI: il governo greco ha minacciato infatti di introdurre una CAC (Collective Action Clause) per forzare la partecipazione. Alla fine, la partecipazione del settore privato ha raggiunto l'83,5% dei detentori di bond greci.